# Literaturjahr 1528
Liste der Literaturjahre

◄◄ | ◄ | 1524 | 1525 | 1526 | 1527 | Literaturjahr 1528 | 1529 | ►

Weitere Ereignisse
Dieser Artikel behandelt das Literaturjahr 1528.

## Ereignisse

### Literarische Werke und Schriften

#### Dichtung
- Anonymus – The Jaeste of Syr Gawayne, Artus-Romanze adaptiert aus zwei Episoden der ersten Fortsetzung von Chrétien de Troyes Percival, ou le Conte del Graal[1] (Erscheinungsjahr unsicher)
- William Barlow und William Roy – Read Me and Be Not Wroth / The Burial of the Mass[1]
- Anna Bijns veröffentlicht bei Jacob van Liesvelt in Antwerpen ihr Buch Dit is een schoon ende suverlick boecxken inhoudende veel scoone constige refereinen van de eersame ende ingeniose maecht, Anna Bijn (dt. Dies ist ein reines und wunderschönes Refrain-Heft der ehrbaren und genialen Magd Anna Bijns). Das Werk setzt sich aus religiösen und moralisierenden Gedichten einerseits und polemischen Kehrreimen gegen Martin Luther andererseits zusammen, aber auch Liebesgedichte und diverse satirische Verse finden sich in ihrem Werk. Ebenfalls 1528 erscheint der erste Band ihrer Gedichtsammlung Refereinen.
- John Skelton
  - Diverse Ballads (Erscheinungsjahr unsicher)[1]
  - A Replication[1]
- Giorgio Anselmo – Georgii Anselmi Nepotis, Epigrammaton Libri Septem; Sosthyrides Palladis Peples Aeglogue Quatuor, Venedig[2]
- Marcello Palingenio Stellato – Zodiacus vitae, Gedicht in lateinischer Sprache[1]

#### Prosa
- Baldassare Castigliones Buch Il Libro del Cortegiano (dt. das Buch des Hofmanns), entstanden zwischen 1508 und 1516, wird gedruckt. Castiglione entwickelt darin das Ideal des Hofmanns mittels fiktionaler Dialoge. Es wird europaweit zum allgemeinen Referenzwerk der höfischen Gesellschaft und gehört neben Ariostos Orlando Furioso und Machiavellis Il Principe zu den bedeutendsten Leistungen der italienischen Literatur der Renaissance.
- Francisco Delicado veröffentlicht anonym in Venedig seinen Roman Retrato de la Loçana andaluza (dt. Porträt der andalusischen „Lüsternen“). Der Roman in Form eines Dialogs beschreibt das Leben der Unterwelt Roms im ersten Drittel des 16. Jahrhunderts, vor allem innerhalb der Gemeinde der spanischen Juden, die sich aufgrund der spanischen „Santo Oficio“ (Inquisition) zunehmend in Rom ansiedeln.

#### Schauspiel
- Ludovico Ariostos Komödie La Lena (dt. Lena, die Kupplerin) wird im Castello Estense in Ferrara uraufgeführt. Die Komödie spielt in Ferrara und wurde von Ariosto unmittelbar nach der Sacco di Roma geschrieben.

### Religiöse Werke und Schriften
- März: Martin Luther entgegnet Huldrych Zwingli im Abendmahlsstreit mit seiner Schrift Vom Abendmahl Christi, Bekenntnis.
- 14. Juni: Markgraf Georg von Brandenburg-Ansbach setzt mit den Nürnbergern zu Schwabach die Schwabacher Visitationsartikel, eine der frühesten lutherischen Bekenntnisschriften, als Grundlage für die Einführung der Reformation in seinem Lande fest.
- 5. September: Die von Johannes Bugenhagen ausgearbeitete Braunschweiger Kirchenordnung wird vom Rat, den Ratsgeschworenen, den Gildemeistern der 14 ratsfähigen Gilden und den 28 Hauptleuten der fünf Weichbilde der Stadt Braunschweig in aller Form angenommen. Am folgenden Tag, einem Sonntag, wird die offiziell besiegelte Einführung der Reformation in Braunschweig von allen Kanzeln der Stadt verkündet.
- 2. Oktober: William Tyndales The Obedience of a Christian Man (dt. Der Gehorsam eines christlichen Mannes und wie christliche Herrscher regieren sollten) wird in Antwerpen zur heimlichen Verbreitung in England gedruckt.
- Johannes Bugenhagen
  - Confessio de Sacramento corporis et sanguinis Christi, Wittenberg
  - Dat Nye Testame[n]t düdesch: Mit nyen Summarie[n] edder kortem vorstande vp eyn yder Capittel, Köln, Peter Quentel
  - Der erbarn Stadt Brunswig christlike Ordening to Denste dem hilgen Evangelio … / dorch Johannem Bugenhagen … bescreven, Wittenberg
- Jacques Lefèvre d’Étaples – Ancien Testament (Übersetzung des Alten Testaments ins Französische)
- Thomas Murner weigert sich an der 1528 von reformatorischer Seite einberufenen Berner Disputation teilzunehmen, weil er diesen Gesprächen die Legitimität abspricht. Er tritt jedoch mit mehreren scharfen Schriften gegen die Haltung der Berner Reformatoren auf. So verteidigt er die Messe mit der Schrift Die gots heylige meß. Im Zusammenhang mit der Berner Reformation entstehen die beiden satirischen Schriften vom Bärentestament und vom Bärenzahnweh. In der Folge wird Murner Ende 1528 von Bern und Zürich wegen seiner Pamphlete gerichtlich belangt.

Titelseiten und Abbildungen literarischer, religiöser und wissenschaftlicher Werke des Jahres 1528
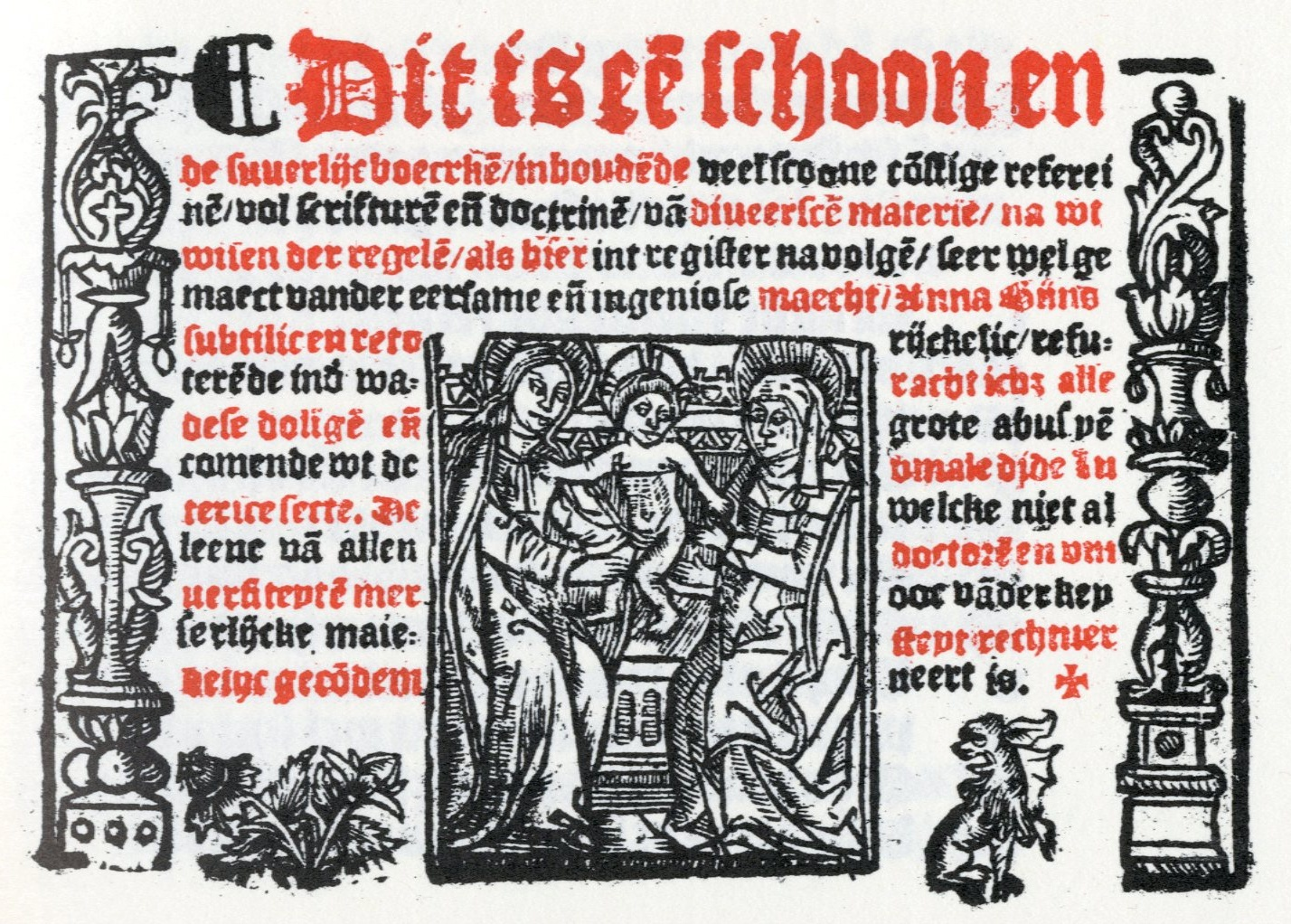
Anna Bijns – Dit is een schoon ende suverlick boecxken...
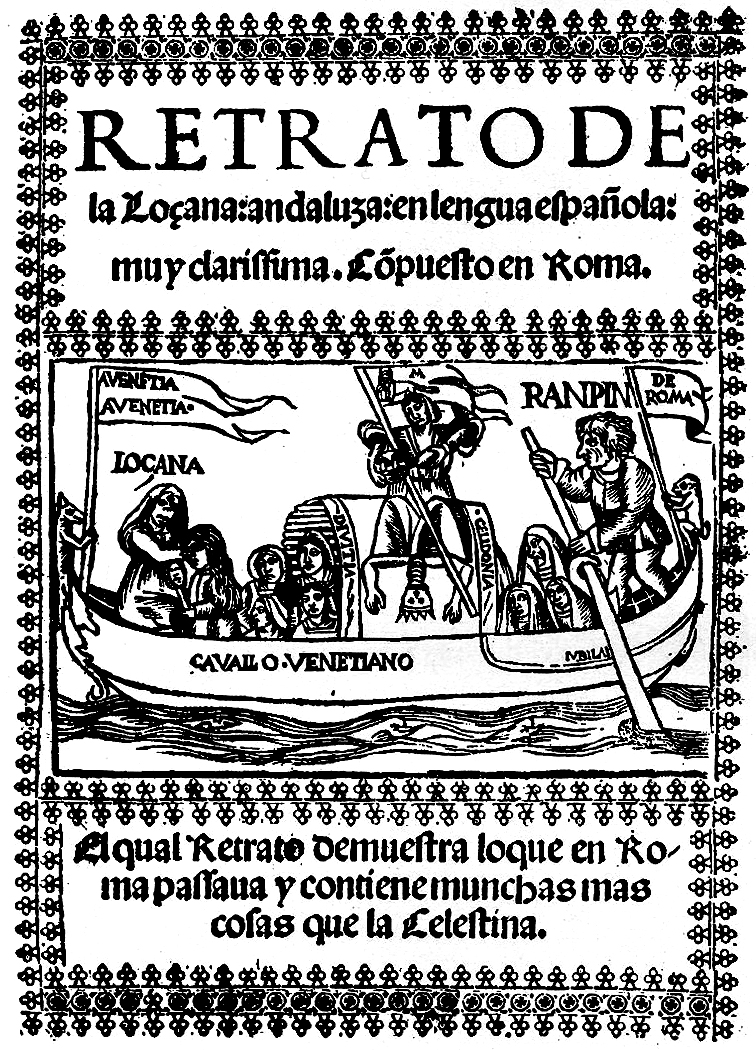
Francisco Delicado – Retrato de la Loçana andaluza
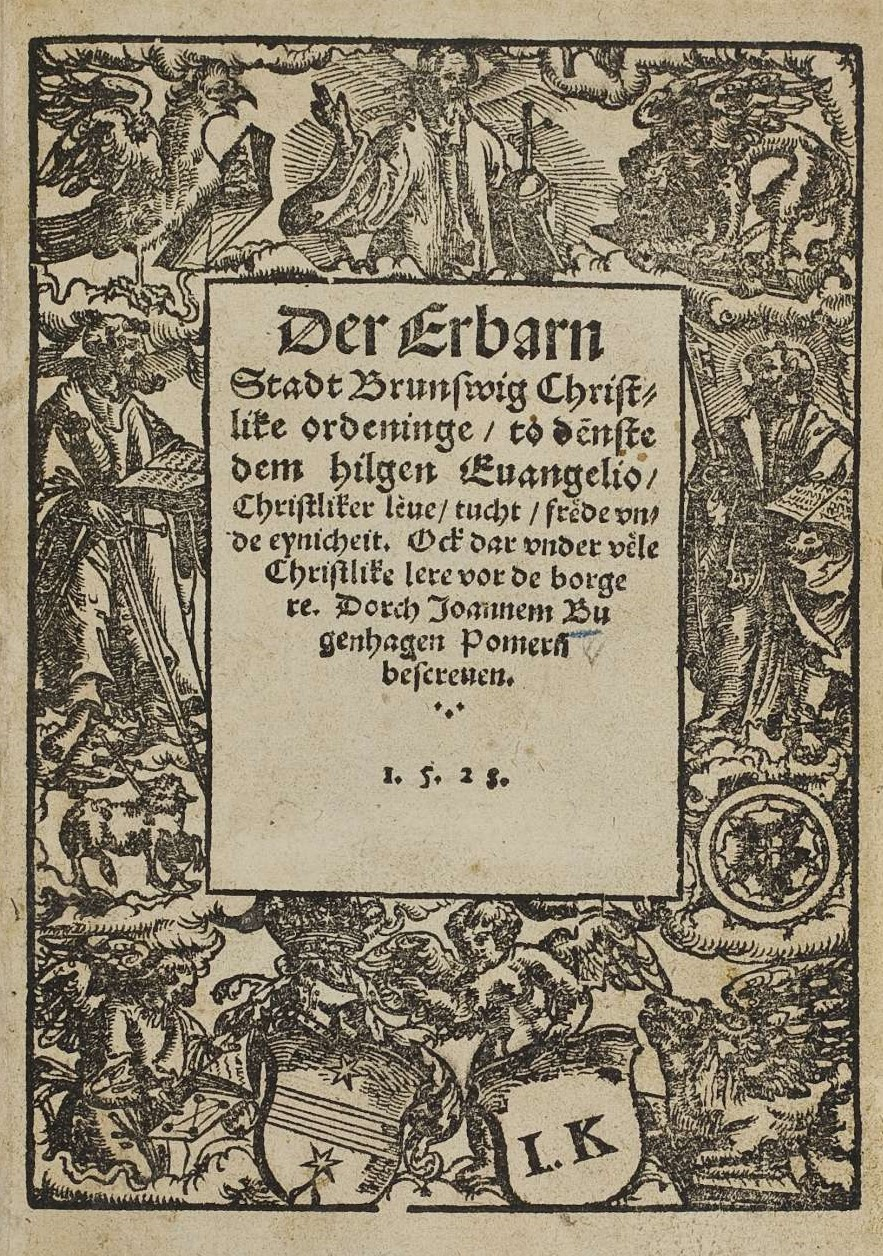
Johannes Bugenhagen – Braunschweiger Kirchenordnung
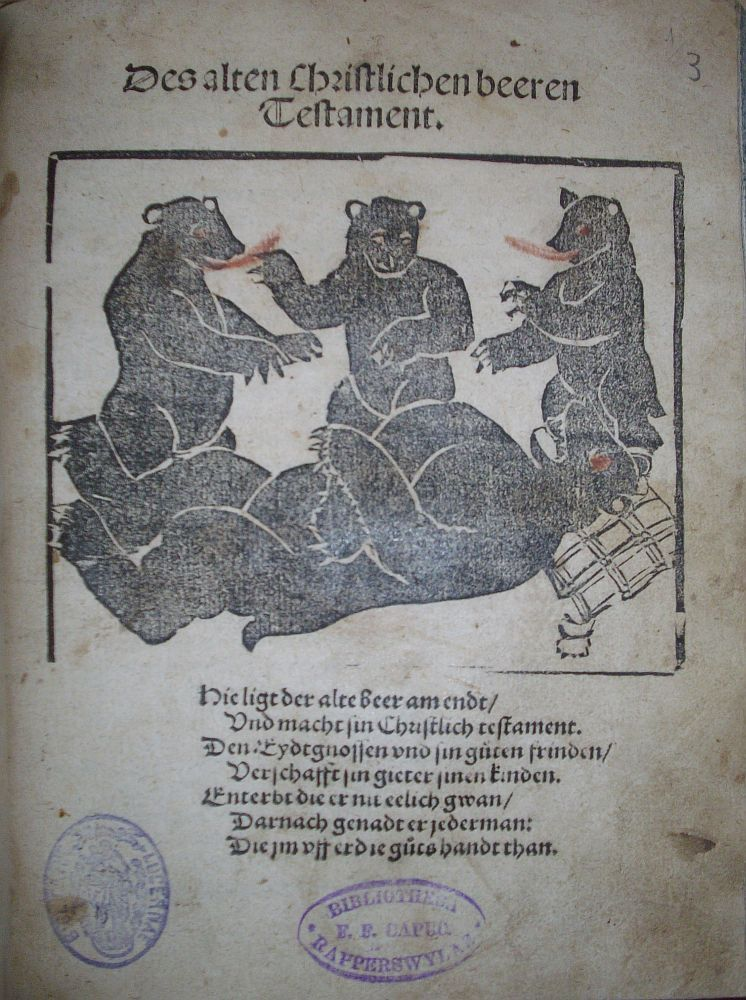
Thomas Murner – Bärentestament
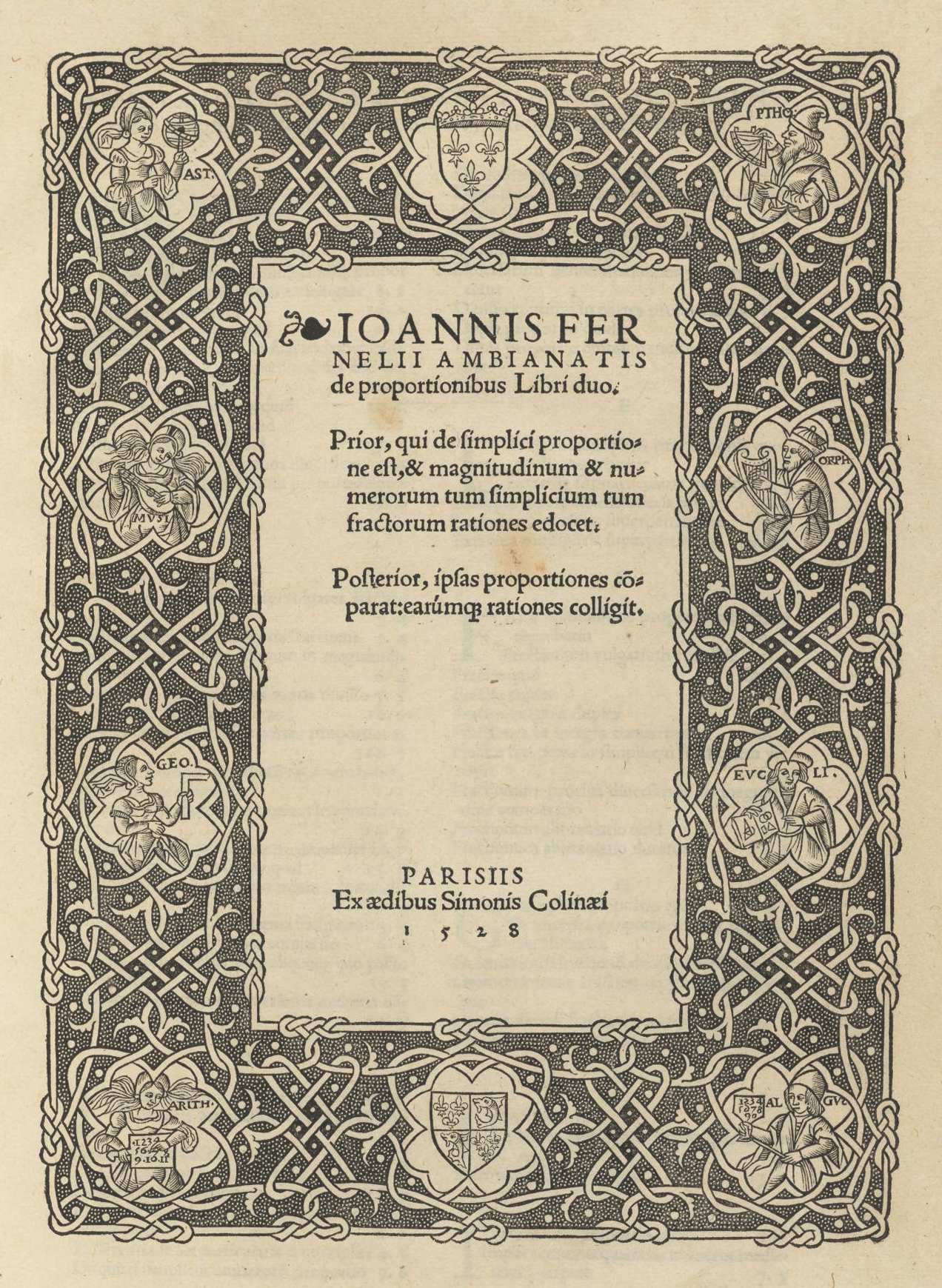
Jean Fernel – De proportionibus libri duo
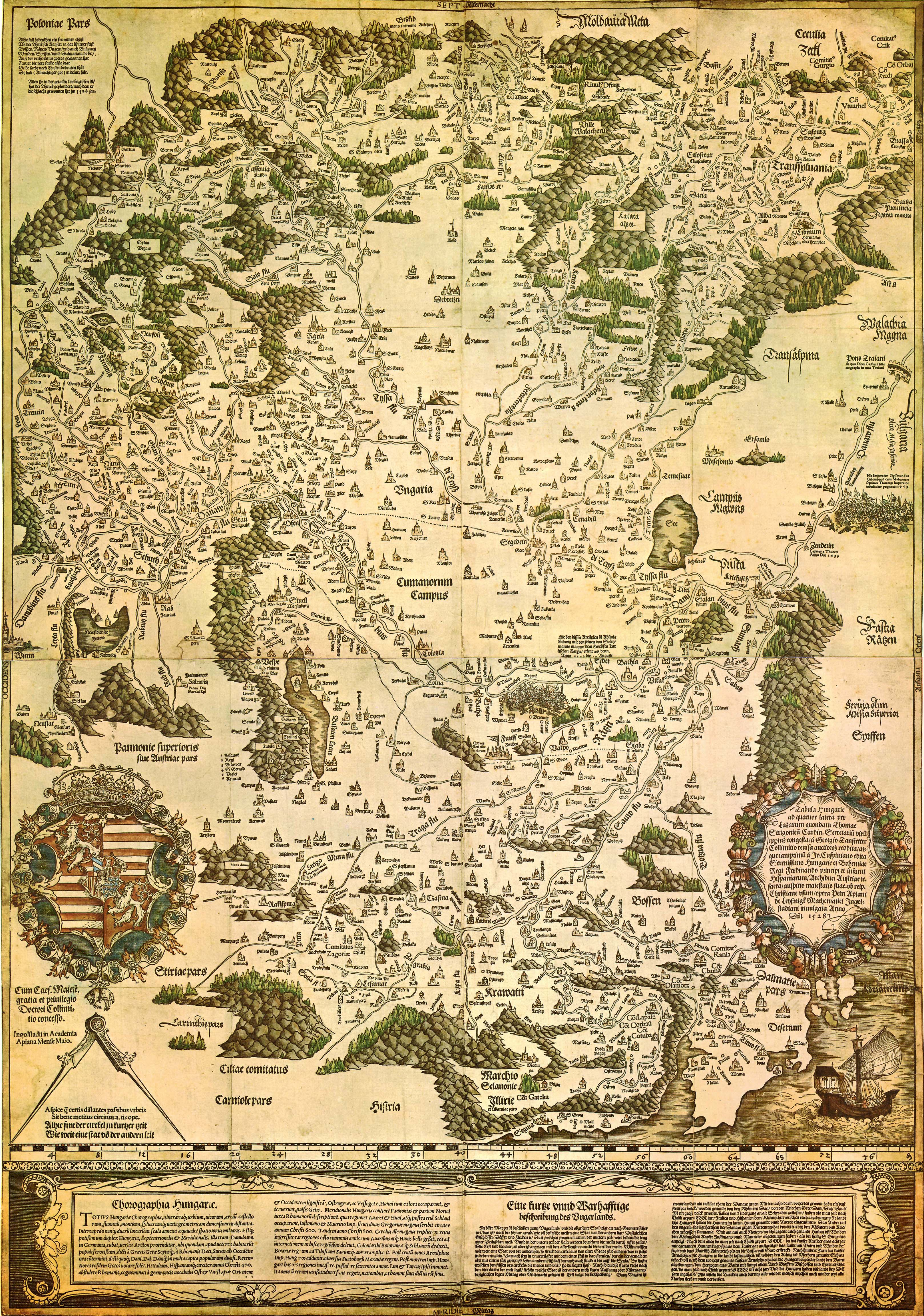
Lazarus Secretarius und Georg Tannstetter – Tabula Hungarie
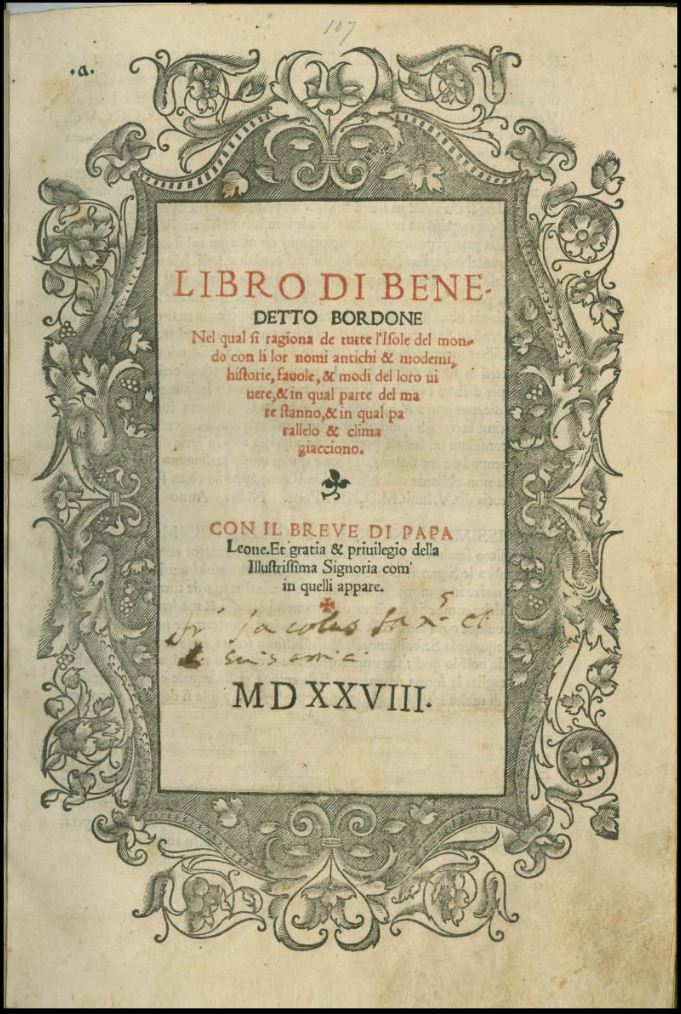
Benedetto Bordone – Isolario

### Wissenschaftliche Werke und Schriften

#### Astronomie und Geodäsie
- Jean Fernel veröffentlicht 1528 sein Buch Cosmotheoria. Hierin dokumentiert er eine Bestimmung (Bogenmessung) eines Bogengrades des Meridians, die er 1525 durch Zählen der Umdrehungen seiner Kutschenräder auf einer Reise zwischen Paris und Amiens vornahm. Anhand seiner Messungen berechnet er den Erdumfang auf ein Prozent genau. Zu seinen Werken zu mathematischen und astronomischen Themen gehört auch das ebenfalls 1528 erschienene Buch De proportionibus.

#### Kartografie
- Mai: Die Ungarnkarte Tabula Hungarie von Lazarus Secretarius und Georg Tannstetter wird gedruckt.
- Benedetto Bordone beschreibt in seinem in Venedig veröffentlichten Buch Isolario (dt. The Buch der Inseln) alle Inseln der bekannten Welt und stellt deren Klima, Kultur, Geschichte, Folklore, Mythen und Kultur detailliert dar.

#### Humanistische Schriften und Ratgeber
- In seinem 1528 herausgegebenen Dialogus Ciceronianus tritt Erasmus von Rotterdam für eine individuell gestaltete Lebensweise ein, die sich nicht nur an antiken Vorbildern orientieren sollte.

#### Proportionslehre
- Postum veröffentlicht Agnes Dürer, die Ehefrau von Albrecht Dürer, dessen theoretisches Hauptwerk zur Proportionslehre, die Vier Bücher von menschlicher Proportion. bei Hieronymus Andreae in Nürnberg

Abbildungen aus Albrecht Dürers Vier Bücher von menschlicher Proportion (1528)
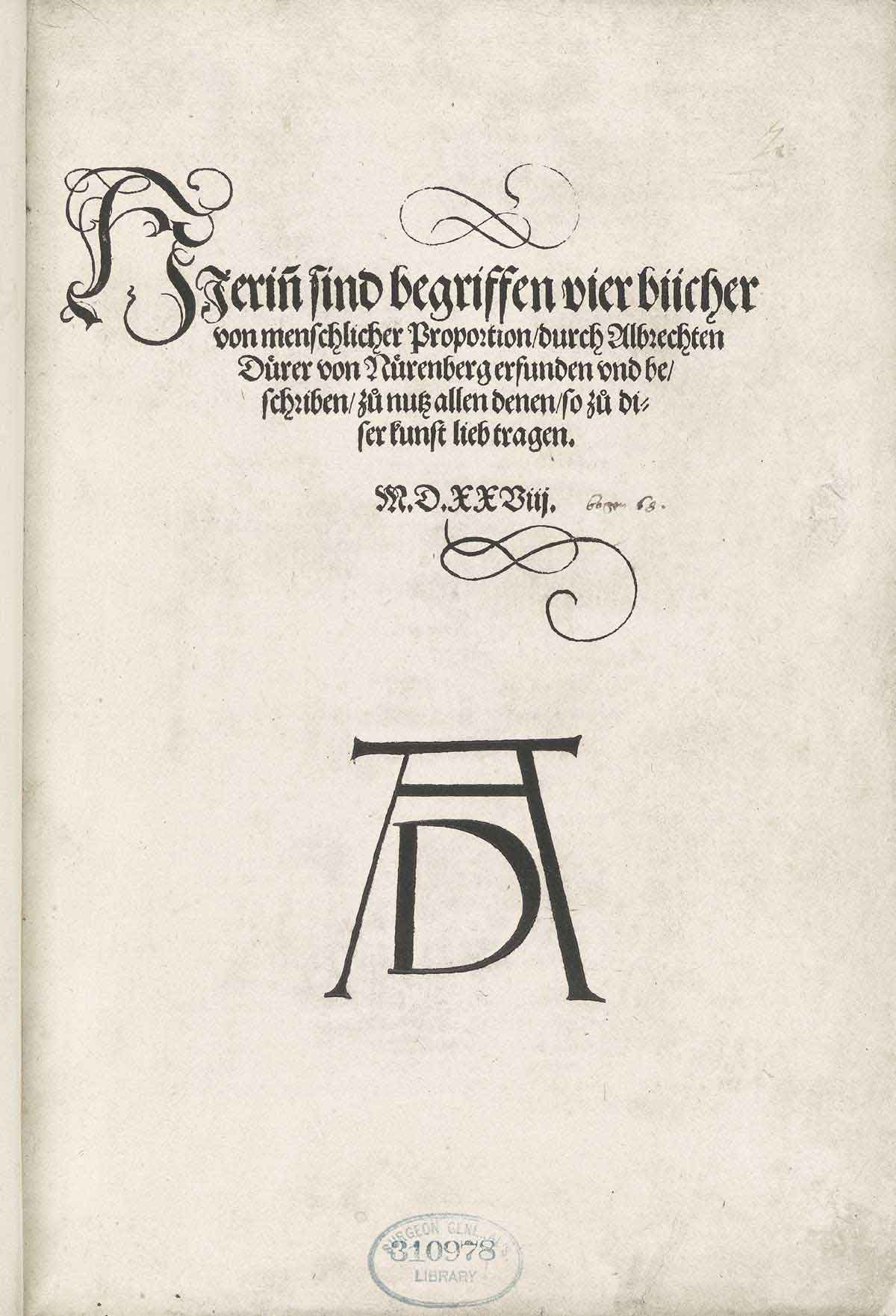
Titelseite
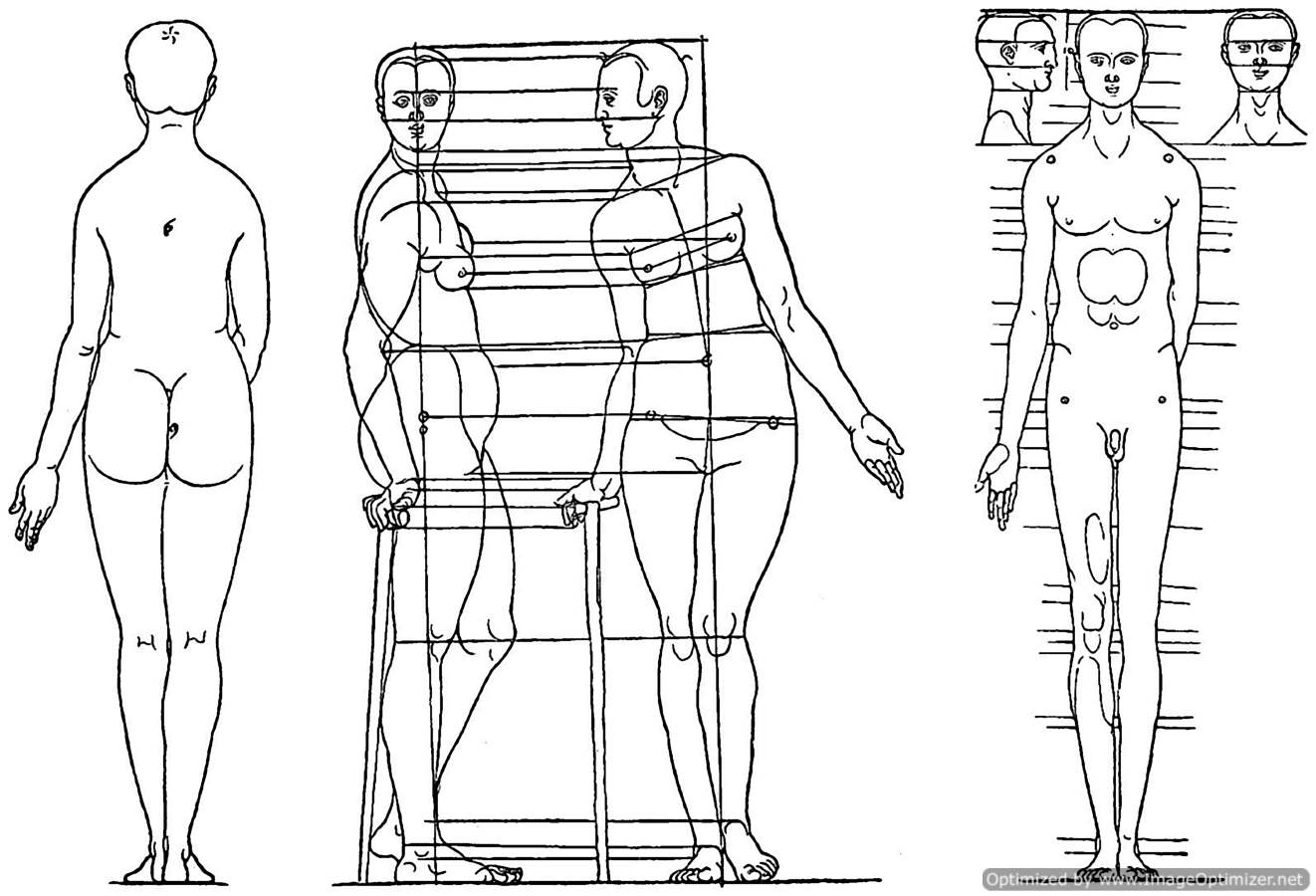
Proportionen Mann
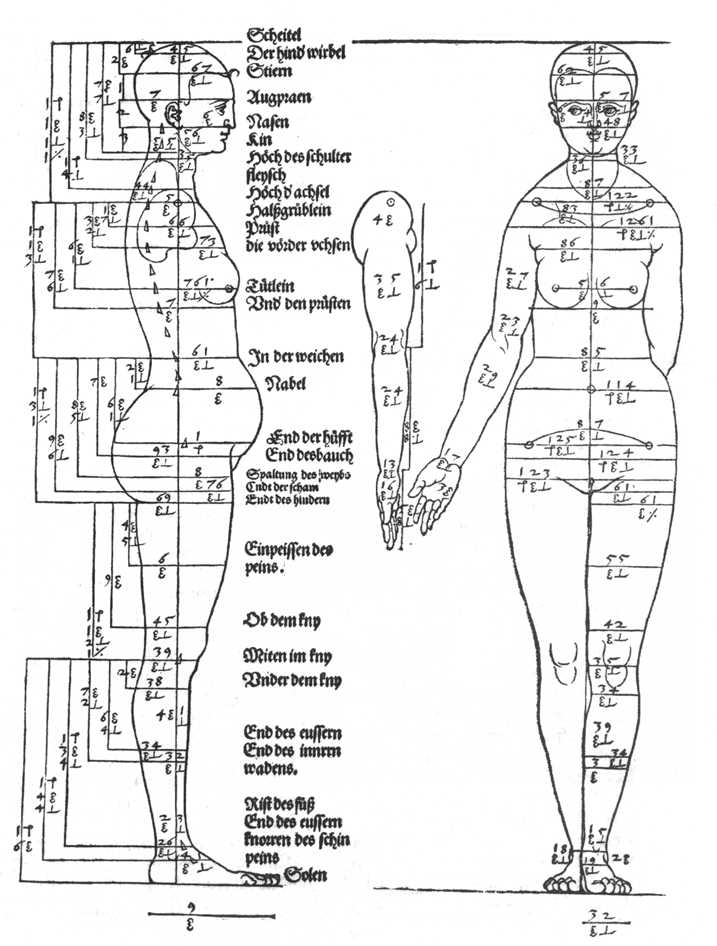
Proportionen Frau
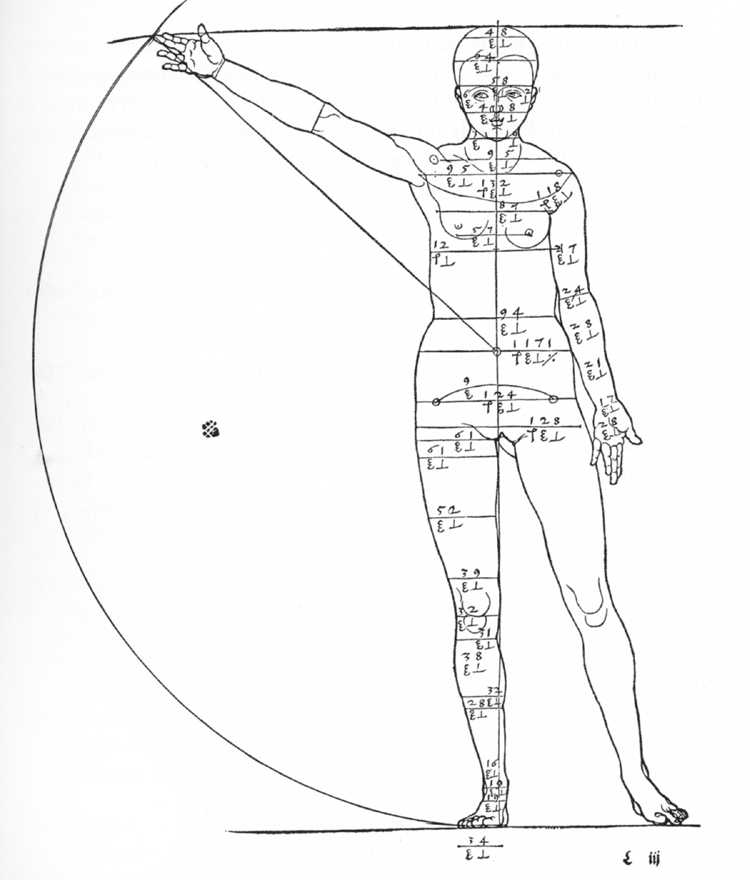
Proportionen Frau in Bewegung
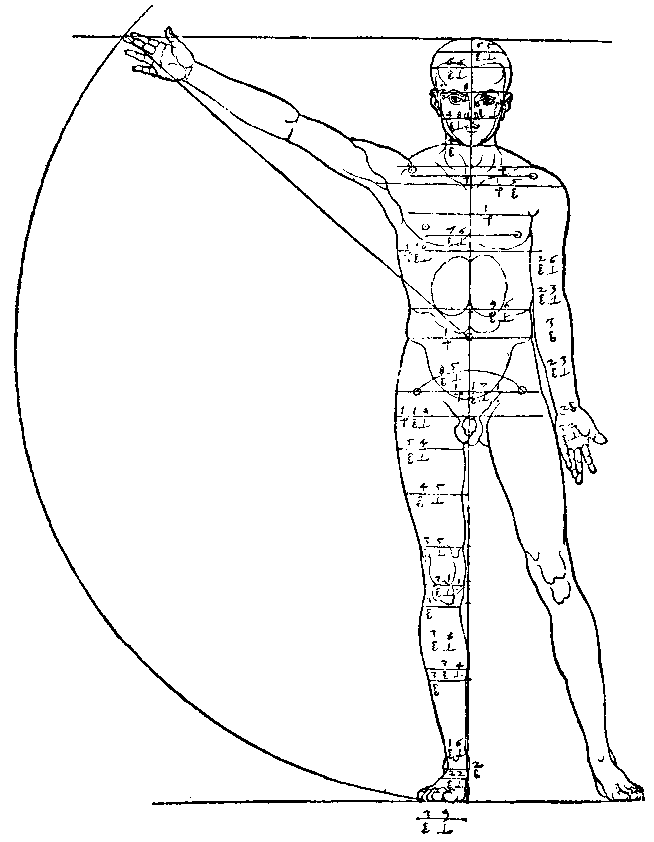
Proportionen Mann in Bewegung
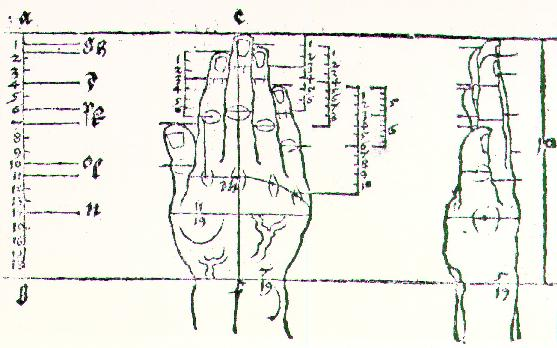
Proportionen Hand
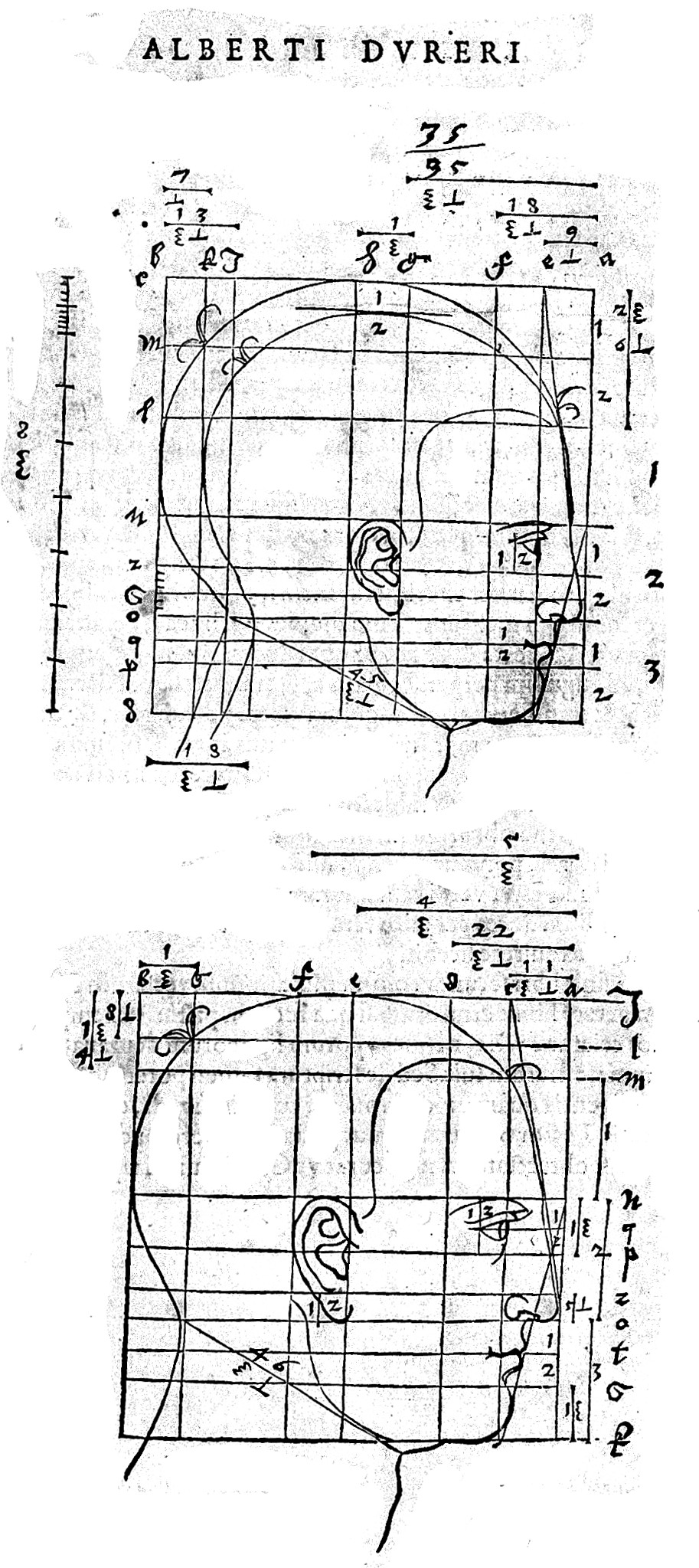
Proportionen Kopf

## Geboren

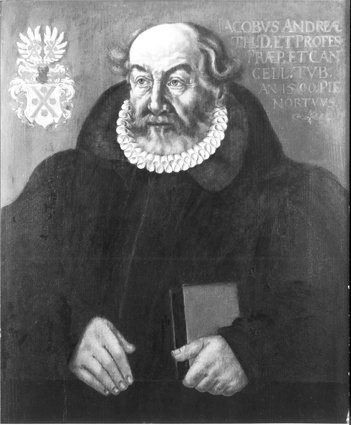
Jacob Andreae; * 25. März

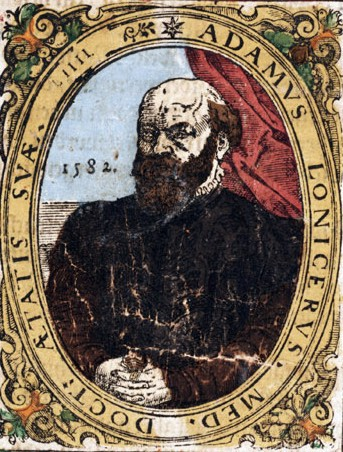
Adam Lonitzer; * 10. Oktober

### Geburtsdatum gesichert
- 20. Januar: Sebastian Starck, deutscher lutherischer Theologe († 1586)
- 29. Februar: Domingo Báñez, spanischer Theologe († 1604)
- 25. März: Jakob Andreae, deutscher Theologe und Reformator († 1590)
- 7. Juni: Cyriacus Spangenberg, deutscher evangelischer Theologe, Kirchenlieddichter und Historiker († 1604)
- 26. Juli: Diogo de Paiva de Andrade, portugiesischer katholischer Theologe († 1575)
- 21. September: Matthäus Judex, deutscher lutherischer Theologe († 1564)
- 10. Oktober: Adam Lonitzer, deutscher Naturforscher, Arzt und Botaniker († 1586)
- 2. November: Petrus Lotichius Secundus, deutscher Humanist und neulateinischer Dichter († 1560)

### Genaues Geburtsdatum unbekannt
- Rémy Belleau, französischer Schriftsteller († 1577)[3]
- Birbal, indischer Dichter und Großwesir des Mogulhofs († 1586)
- Jean-Jacques Boissard, französischer Antiquitätensammler und lateinischer Dichter († 1602)
- Henri Estienne, französischer Humanist und Altphilologe († 1598)
- António Ferreira, portugiesischer Dichter, Dramatiker und Humanist († 1569)
- Atagi Fuyuyasu (安宅 冬康), japanischer Samurai und Dichter († 1564)
- Sebastian Grübel, Schweizer Lehrer und Theaterregisseur († 1595)
- Phùng Khắc Khoan, vietnamesischer Militärstratege, Politiker, Diplomat und Dichter († 1613)
- Thomas Whythorne, britischer Komponist und Autobiograf († 1595)

## Gestorben

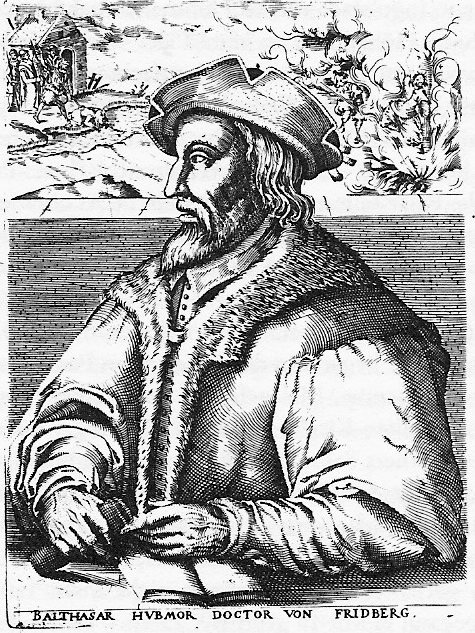
Balthasar Hubmaier; † 10. März

### Todesdatum gesichert
- 31. Januar: Hans van Ghetelen, Inkunabel-Buchdrucker in Lübeck (* vor 1460)
- 29. Februar: Patrick Hamilton, schottischer evangelischer Theologe und Märtyrer (* um 1504)
- 10. März: Balthasar Hubmaier, Täuferpersönlichkeit der Reformationszeit (* 1485)
- 6. April: Albrecht Dürer, deutscher Maler, Grafiker, Mathematiker und Kunsttheoretiker (* 1471)
- 29. August: Johannes Buchstab, katholischer Theologe und Schulmeister der Reformationszeit (* um 1499)
- 3. September: Gabriel Mena, spanischer Dichter und Komponist (* um 1470)
- 12. September: Philipp Engelbrecht, deutscher Humanist und Dichter (* um 1490)
- 17. November: Jakob Wimpheling, deutscher Dichter, Pädagoge und Historiker (* 1450)
- 4. Dezember: Jakob Locher, deutscher humanistischer Schriftsteller und Übersetzer (* 1471)
- 11. Dezember: Lukas von Prag, tschechischer Theologe und Bischof der Unität der Böhmischen Brüder (* um 1460)

### Genaues Todesdatum unbekannt
- Al-Birjandi, persischer Wissenschaftler (* unbekannt)
- Jakob Cromberger, Drucker und Kaufmann (* um 1472/1473)
- Johann Hanau, deutscher Buchdrucker (* unbekannt)
- Richard Hyrde, britischer humanistischer Gelehrter, Übersetzer und Tutor (* unbekannt)[4]
- Erhard Ratdolt, deutscher Drucker und Verleger (* 1442)

### Gestorben um 1528
- Giorgio Anselmo, italienischer Arzt und Dichter (* um 1458)[5]